# Cichlasoma
Cichlasoma é um gênero de peixes sul-americanos de água doce.

## Espécies
- Cichlasoma amazonarum S. O. Kullander, 1983
- Cichlasoma araguaiense S. O. Kullander, 1983
- Cichlasoma bimaculatum (Linnaeus, 1758) (Black acara)
- Cichlasoma boliviense S. O. Kullander, 1983
- Cichlasoma dimerus (Heckel, 1840)
- Cichlasoma geddesi (Regan, 1905)
- Cichlasoma istlanum (D. S. Jordan & Snyder, 1899)
- Cichlasoma orientale S. O. Kullander, 1983
- Cichlasoma orinocense S. O. Kullander, 1983
- Cichlasoma paranaense S. O. Kullander, 1983
- Cichlasoma portalegrense (R. F. Hensel, 1870)
- Cichlasoma pusillum S. O. Kullander, 1983
- Cichlasoma santifranciscense S. O. Kullander, 1983
- Cichlasoma taenia (E. T. Bennett, 1831) (Brown coscarob)
- Cichlasoma trimaculatum (Günther, 1867) (Three spot cichlid)
- Cichlasoma zarskei Ottoni, 2011